# Lokaal compacte ruimte
In de topologie, een deelgebied van de wiskunde, zegt men dat een topologische ruimte lokaal compact is als ieder punt van de topologische ruimte een omgevingenbasis heeft die uit compacte verzamelingen bestaat.

## Definitie
Een topologische ruimte {\displaystyle (X,{\mathcal {T}})} noemt men lokaal compact als voor iedere {\displaystyle U\in {\mathcal {T}}} en iedere {\displaystyle x\in U} een compact deel {\displaystyle K\subset U} is zodanig dat {\displaystyle x} in het inwendige {\displaystyle K^{\circ }} ligt: {\displaystyle x\in K^{\circ }}.

## Eigenschappen
Elke lokaal compacte preregelmatige ruimte is in feite volledig regelmatig. Hieruit volgt dat elke lokale compacte hausdorff-ruimte een tychonov-ruimte is. Aangezien standaard regelmaat een meer vertrouwde conditie is dan ofwel preregelmatigheid (die meestal zwakker is) of volledige regelmatigheid (die meestal sterker is), wordt aan lokale compacte preregelmatige ruimten in de wiskundige literatuur normaal gerefereerd als lokaal compacte regelmatige ruimten. Op equivalente wijze wordt aan compacte tychonov-ruimten meestal gerefereerd als lokaal compacte hausdorff-ruimten.
Elke lokaal compacte hausdorff-ruimte is een baire-ruimte. Dat wil zeggen dat de conclusie van de categoriestelling van Baire van toepassing is: het inwendige van elke vereniging van aftelbaar vele nergens dichte deelverzamelingen is leeg.
Een deelruimte {\displaystyle X} van een lokaal compacte hausdorff-ruimte {\displaystyle Y} is dan en slechts dan lokaal compact als {\displaystyle X} kan worden geschreven als het verzamelingtheoretische verschil van twee gesloten deelverzamelingen van {\displaystyle Y}. Als een corollarium daarvan is een dichte deelruimte {\displaystyle X} van een lokaal compacte hausdorff-ruimte {\displaystyle Y} dan en slechts dan lokaal compact als {\displaystyle X} een open deelverzameling van {\displaystyle Y} is. Als bovendien een deelruimte {\displaystyle X} van een hausdorff-ruimte {\displaystyle Y} lokaal compact is, moet {\displaystyle X} nog steeds het verschil van twee gesloten deelverzamelingen van {\displaystyle Y} zijn; het de omgekeerde hoeft in dit geval niet op te gaan. 
Quotiënt-ruimten van lokaal compacte hausdorff-ruimten noemt men compact gegenereerd. Omgekeerd geldt dat elke compact gegenereerde hausdorff-ruimte een quotiënt is van een lokaal compacte hausdorff-ruimte.
Voor lokaal compacte ruimten betekent lokaal uniforme convergentie hetzelfde als compacte convergentie betekent voor compacte ruimten. 